# That Sikhottabong
That Sikhottabong, znana też jako stupa Sikhottabong (ພະ ທາດ ສີ ໂຄດ ຕະ ບອງ) – laotańska buddyjska świątynia znajdująca się w Thakhek.

## Historia
Początki świątyni sięgają XV wieku, gdy król Setthathirat zarządził wybudowanie budynku na cześć króla Soummithama. W latach 50. XX wieku oraz w latach 70. świątynia została wyremontowana i w takim stanie istnieje do dziś.

## Wnętrze
We wnętrzu znajduje się posąg leżącego Buddy, wykonany na zlecenie króla Anouvong (Chao Anou).

## Ciekawostka
W budynku odbywa się coroczny festiwal, który trwa od 14 do 19 lutego.